# Aube (departement)
Aube je francouzský departement ležící v regionu Grand Est. Jméno pochází od řeky Aube. Hlavní město je Troyes.
Departement je rozdělen do 433 obcí.

## Nejvýznamnější města
- Bar-sur-Aube
- Nogent-sur-Seine
- Troyes